# Buildingsmart
Buildingsmart ist eine internationale nichtstaatliche Nonprofit-Organisation für den Datenaustausch im Bauwesen.
Sie definiert Datenformate wie Industry Foundation Classes (IFC) oder Information Delivery Specification (IDS) zum BIM-Datenaustausch im Bauwesen. Sie bietet auch den Service Buildingsmart Data Dictionary (bSDD) an.

## Geschichte und Struktur
Buildingsmart International koordiniert als Dachorganisation die Arbeit zwischen den nationalen bzw. regionalen Verbänden weltweit. In den deutschsprachigen Ländern ist es der Buildingsmart e. V. („German Speaking Chapter“ – seit 2017: Buildingsmart Germany / Buildingsmart Deutschland e. V.) Dieser Interessenverband von Unternehmen, Behörden, Lehreinrichtungen, Kammern, Verbänden und Privatpersonen aus allen Bereichen des Bauwesens hat sich zum Ziel gesetzt, die Projektabwicklung mittels effizienter Methoden integrierter Informationsverarbeitung durchgängiger und effektiver zu gestalten und damit qualitäts-, termin- und kostensicherer zu machen.
Im Mittelpunkt steht Building Information Modeling (BIM) als Planungsmethode auf Basis digitaler Bauwerksmodelle. Für eine offene BIM-Anwendung konzipiert und zertifiziert der Verein Standards wie IFC.
Vorsitzender des deutschen Vorstands ist seit 2023 Cornelius Preidel. In der Schweiz ist buildingsSMART unter dem Namen Bauen digital Schweiz bekannt.